# Cavidade glenoidal

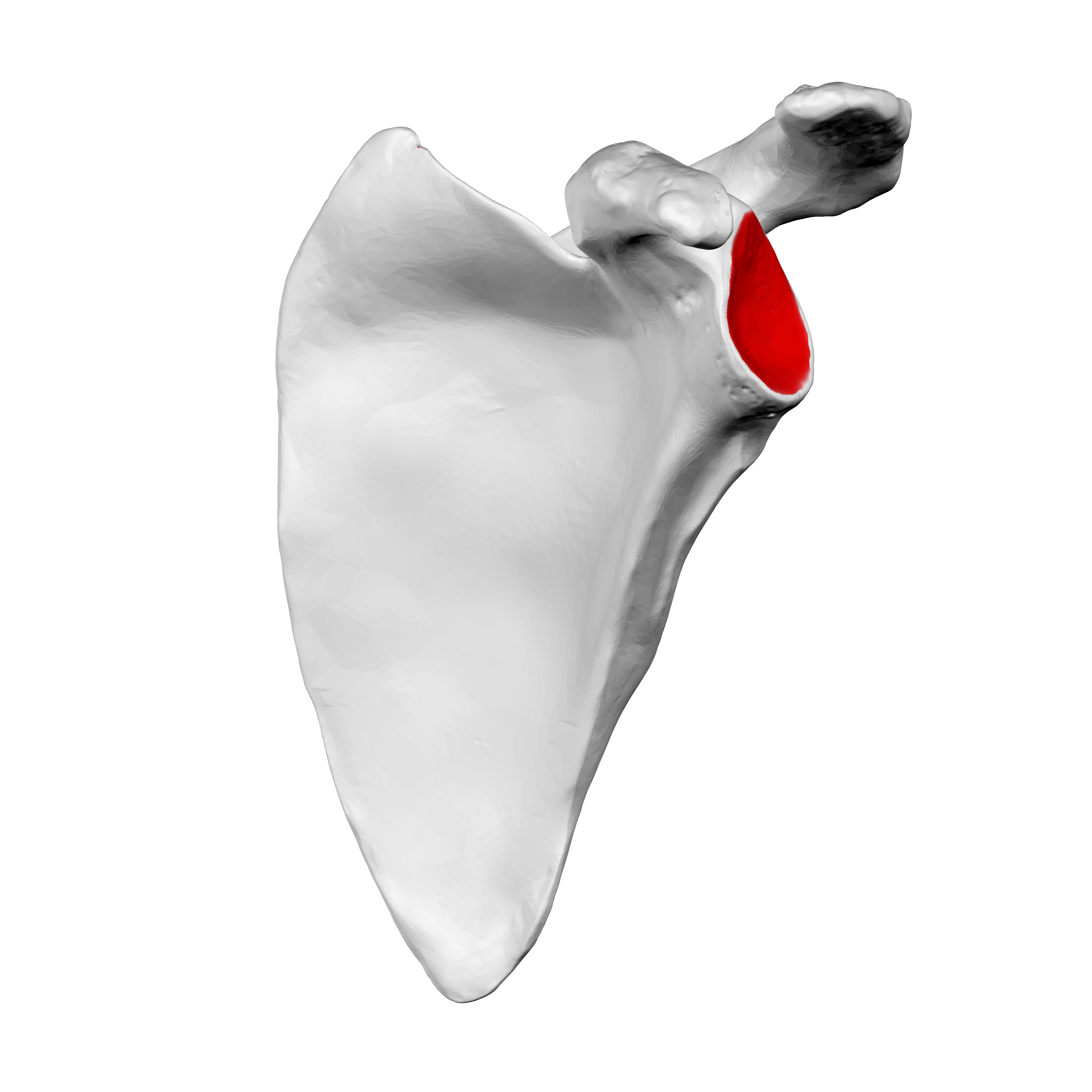
Cavidade glenoidal na omoplata (a vermelho)

A cavidade glenoidal ou glenóide é uma cavidade articular é uma parte óssea do ombro. A palavra "glenoidal" vem do grego: gléne, que significa "soquete", refletindo a forma de bola e soquete da articulação do ombro. É uma superfície articular rasa e piriforme, localizada no ângulo lateral da escápula. Ela está direcionada lateralmente e para a frente, e articula-se com a cabeça do úmero. A fossa glenoidal é mais larga embaixo do que em cima, e seu diâmetro vertical é o mais longo.